# Shigeo Nakajima
Shigeo Nakajima (jap. 中島 成雄, Nakajima Shigeo; * 18. Januar 1954 im Landkreis Yūki, Präfektur Ibaraki, Japan) ist ein ehemaliger japanischer Boxer im Halbfliegengewicht. 

## Profikarriere
Im Jahre 1976 begann er erfolgreich seine Profikarriere. Am 3. Januar 1980 boxte er gegen Kim Sung-jun um den Weltmeistertitel des Verbandes WBC und gewann nach Punkten. Diesen Gürtel verlor er allerdings bereits in seiner ersten Titelverteidigung im März desselben Jahres an Hilario Zapata.
Im Jahre 1981 beendete er seine Karriere.